# Juan Ansuátegui Roca
Juan Ansuátegui Roca (Castellón de la Plana, 27 de agosto de 1956) es un exárbitro internacional de fútbol español, que permaneció durante 14 temporadas en Primera División de España y 11 temporadas siendo Árbitro FIFA.

## Trayectoria
Como el mismo indicó, cuando empezó en el arbitraje, en su época de estudiante, no consideraba que fuese a llegar tan lejos, pensando en algunas ocasiones que lo terminaría dejando por su profesión de médico. Sin embargo, continuó hasta que debutó como árbitro de la Primera División de España en la primera jornada de la temporada 1988/89, dirigiendo un Athletic Club-Cádiz C.F.
Desde entonces ha dirigido un total de 225 partidos de Liga, 51 de Copa del Rey, 5 finales de la Supercopa y 52 de selecciones absolutas, debutando en estos últimos en el año 1991. Como árbitro FIFA participó en las rondas clasificatorias de 2 mundiales: Estados Unidos 1994 y Francia 1998, además de en las clasificatorias para la Eurocopa de Inglaterra 1996.
El día 5 de mayo de 2002 dirigió su último encuentro en Primera División en la 37.ª jornada de la temporada 2001/02, tras 14 años en la élite del arbitraje. Según sus propias palabras, el partido que más recuerda de todos los que ha dirigido fue la final de la Copa del Rey 1996-97 entre el F.C. Barcelona y el Real Betis. 

### Tras la retirada
A partir de la temporada 2002-03 compagina su trabajo en Medicina con las funciones de delegado de campo en el Villarreal C.F. En la temporada 2011/12, tras el descenso del equipo a Segunda División, se decidió un cambio en el organigrama del club que incluyó la salida de Ansuátegui Roca.
Además, se dedica de manera profesional al arbitraje de Liga de fútbol indoor

## Estadísticas en Primera División
| Temporada | Partidos | T. Amarilla | T. Roja |  |
| --------- | -------- | ----------- | ------- |  |
| 1988/1989 | 10       | 31          | 1       |  |
| 1989/1990 | 12       | 43          | 4       |  |
| 1990/1991 | 10       | 46          | 4       |  |
| 1991/1992 | 11       | 56          | 4       |  |
| 1992/1993 | 13       | 54          | 4       |  |
| 1993/1994 | 20       | 88          | 5       |  |
| 1994/1995 | 20       | 102         | 4       |  |
| 1995/1996 | 23       | 112         | 8       |  |
| 1996/1997 | 18       | 66          | 6       |  |
| 1997/1998 | 18       | 71          | 2       |  |
| 1998/1999 | 18       | 83          | 1       |  |
| 1999/2000 | 18       | 76          | 8       |  |
| 2000/2001 | 17       | 79          | 1       |  |
| 2001/2002 | 17       | 84          | 4       |  |
| Total     | 225      | 991         | 56      |  |